# Giovanni I Partecipazio
Giovanni I Partecipazio (zm. 837) – doża Wenecji od 828.